# Barnukowka
Barnukowka (ros. Барнуковка) – wieś (sieło) w Rosji, w obwodzie saratowskim, w rejonie bałtajskim. W 2010 liczyła 708 mieszkańców.